# Рамлевеем
Рамлевеем — река на западе Камчатского края в России.
Длина реки — 25 км. Протекает по территории Тигильского района Камчатского края. Впадает в Залив Шелихова Охотского моря.
Название в переводе с корякского Ргымлэвэем — «река с обрушивающимися берегами».

## Данные водного реестра
По данным государственного водного реестра России относится к Анадыро-Колымскому бассейновому округу. Код объекта в государственном водном реестре — 19080000112120000037744